# Portugiesischer Kolonialkrieg

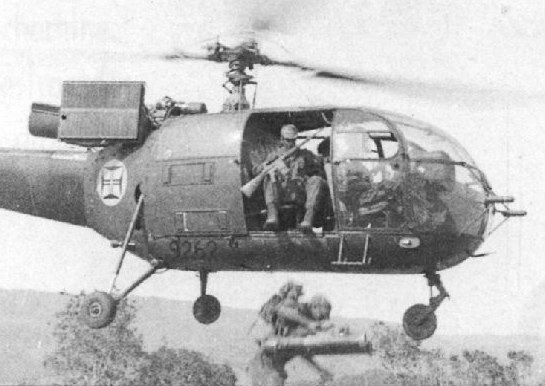
Helikopter der portugiesischen Armee während des Krieges in Afrika

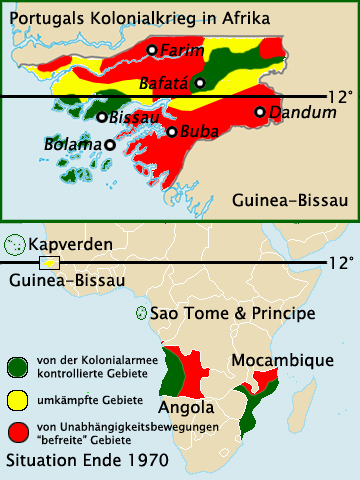
Situation in Portugals Kolonien Ende 1970

Der Portugiesische Kolonialkrieg (pt. Guerra Colonial), in Portugal auch Überseekrieg (pt. Guerra do Ultramar) genannt, war eine militärische, politische und ideologische Auseinandersetzung zwischen Portugal und den aufstrebenden Unabhängigkeitsbewegungen in den portugiesischen Kolonien in Afrika zwischen 1961 und 1974.
Anders als andere europäische Nationen in den 1950er und 1960er Jahren war das damalige portugiesische Regime autoritär-korporativistischer Prägung nicht bereit, seine afrikanischen Kolonien aufzugeben. Es ging dazu über, diese als Überseeprovinzen (províncias ultramarinas) zu bezeichnen und in der Verfassung festzulegen, dass es sie als Teil Portugals betrachtete.
Im selben Zeitraum entstanden vor allem in Angola, Mosambik und Portugiesisch-Guinea verschiedene bewaffnete Unabhängigkeitsbewegungen. Die meisten standen mit ihrer Politik sozialistischen Ideen nahe und schlossen sich zur Conferência das Organizações Nacionalistas das Colónias Portuguesas (CONCP) zusammen. Zur CONCP gehörten auch Unabhängigkeitsbewegungen von Kap Verde und von São Tomé und Príncipe, die allerdings auf den bewaffneten Kampf verzichteten.

## Vorgeschichte
Nach dem Zweiten Weltkrieg versuchten die zwei verbliebenen Großmächte, die USA und die Sowjetunion, ihre weltweiten Einflusssphären auszudehnen. Widerstandsgruppen wurden von beiden Großmächten politisch, finanziell, logistisch und militärisch unterstützt. Beispielsweise unterstützten die USA in Angola die FNLA – die allerdings auch Hilfe aus China bekam – und später auch die UNITA, während sich die Sowjetunion (und andere Länder mit sozialistischer Ausrichtung) hinter das MPLA stellten.
Das portugiesische Regime war nicht in der Lage, die Herrschaft über die Überseeprovinzen aufrechtzuerhalten. Die portugiesische Führung, inklusive Salazar, verteidigte die Politik des Lusotropikalismus als den Weg, die portugiesischen Kolonien und deren Bevölkerung enger an Portugal anzubinden.
Die Assimilado-Regelung, die bis 1962 galt, erlaubte es einigen wenigen Schwarzafrikanern theoretisch zu gleichberechtigten Bürgern Portugals zu werden. „Assimilierten“ Schwarzafrikanern in Portugiesisch-Afrika war es gestattet, hohe Positionen in Militär, Verwaltung, Lehrkörper, Gesundheitswesen und andere Posten in der zivilen Verwaltung oder in der Privatwirtschaft einzunehmen. Auch in dieser Phase – wie seit Beginn der portugiesischen Präsenz in Afrika – kam es nicht selten zu (meist informellen) Mischehen zwischen Portugiesen und Afrikanern, häufiger noch zwischen Portugiesen und Mischlingen (mestiços), die eine gesellschaftlich wie administrativ abgegrenzte Bevölkerungsgruppe darstellten.
Die Portugiesen gründeten in den 60er Jahren zwei große staatliche Universitäten, die Universidade de Luanda in Angola und die Estudos Gerais Universitários de Moçambique in Mosambik. In Portugal gab es zur selben Zeit nur vier staatliche Universitäten, davon zwei in Lissabon (heute gibt es in Portugal über zwanzig Universitäten). Der Zugang zu einer höheren Ausbildung wurde in den Kolonien für Weiße und Schwarze ausgebaut, doch blieb ein erheblicher Teil der Bevölkerung weiterhin Analphabeten (wie auch ein nicht zu vernachlässigender Anteil der Einwohner des portugiesischen Mutterlandes).
Einige der wenigen Assimilados, die während der portugiesischen Herrschaft studiert hatten, wurden während und nach dem Krieg bekannte Persönlichkeiten. Zu diesem Personenkreis gehören Samora Machel, Eduardo Mondlane, Agostinho Neto, Amílcar Cabral, Joaquim Chissano und Graça Machel. Einer der größten Sportstars der portugiesischen Geschichte, der schwarze Fußballspieler Eusébio, ist ein weiteres Beispiel für Assimilation in den portugiesischen Kolonien.

## Krieg 1961 bis 1973

### Die Portugiesische Armee
Als 1961 die ersten Kämpfe ausbrachen, waren die Portugiesen nur schlecht ausgerüstet und nicht auf einen Guerillakrieg vorbereitet. Bis dahin war es üblich gewesen, nicht mehr benötigtes und veraltetes Material in die Kolonien zu senden. Die portugiesischen Soldaten in den Kolonien mussten zunächst überwiegend Funkgeräte und Waffen aus der Zeit des Zweiten Weltkriegs wie veraltete Mauser Karabiner verwenden. Die portugiesische Armee war schnell gezwungen, moderne Waffen zu kaufen bzw. selbst zu produzieren.
Die meisten Waffen der portugiesischen Armee stammten aus Frankreich, Westdeutschland, Südafrika, Belgien und Israel. Diese mussten jedoch – unter Verletzung des UNO-Waffenembargos gegen Portugal – von den Portugiesen teuer eingekauft werden.
Portugal war international isoliert und beide Großmächte waren der Präsenz Portugals in Afrika offen feindlich gesinnt. Die USA unterstützten die FNLA und UNITA in Angola, die Sowjetunion und China unterstützten die PAIGC in Guinea-Bissau, die MPLA in Angola sowie die FRELIMO in Mosambik. Dazu kamen die Sanktionen der UNO und der meisten afrikanischen Staaten. Nur Rhodesien und Südafrika standen aus Gründen ihrer regionalpolitischen Interessen den Portugiesen zur Seite.
Ab 1961 wurde das HK G3 das Standardgewehr der portugiesischen Truppen, welches in Portugal in Lizenz produziert wurde.
Das FN FAL wurde von den Elitetruppen wie den Caçadores Especiais verwendet. Offiziere verwendeten dazu oft Maschinenpistolen wie die MP 34 oder vom Typ Uzi. Bis 1968 war das MG 42 das Standardmaschinengewehr der Portugiesischen Kolonialtruppen, danach konnte Portugal das HK21 erwerben.
Die Portugiesen verwendeten aufgrund des schwierigen Terrains statt schwerer Panzer bevorzugt leichte Panzerwagen und Spähpanzer wie den Panhard AML oder den EBR-75.
Im Gegensatz zu den US-Amerikanern im Vietnamkrieg konnte sich Portugal den Großeinsatz von Helikoptern nicht leisten. Nur die Truppenteile, die an Angriffen beteiligt waren, also vor allem Kommandotruppen und Fallschirmjäger, wurden mit Helikoptern transportiert. Die meisten Truppenbewegungen fanden entweder zu Fuß oder mit Lastwagen statt. Die Helikopter waren für die Feuerunterstützung der Bodentruppen und die Evakuierung der Verletzten reserviert. Als Standard-Hubschrauber wurden Alouette III verwendet. Von diesen wurden 142 in Afrika eingesetzt, 30 davon wurden zerstört.
Des Weiteren wurden Aérospatiale SA 330 Puma Hubschrauber eingesetzt.
Die typische portugiesische Taktik innerhalb der afrikanischen Konflikte bestand darin, 6 oder 7 Alouette III zusammenzufassen. 5 oder 6 fungierten als Truppen-Transporter, sogenannte canibais (Kannibalen), während ein Hubschrauber, der sogenannte lobo mau (Böser Wolf) zur Feuerunterstützung eingesetzt wurde. Nach Beginn des Einsatzes zogen sich die canibais zurück, während der lobo mau die Truppen bei dem Angriff mit einem 20-mm-MG 151 unterstützte. Nach Ende des Einsatzes wurden die Soldaten von den canibais wieder abgeholt.

#### Luftwaffe

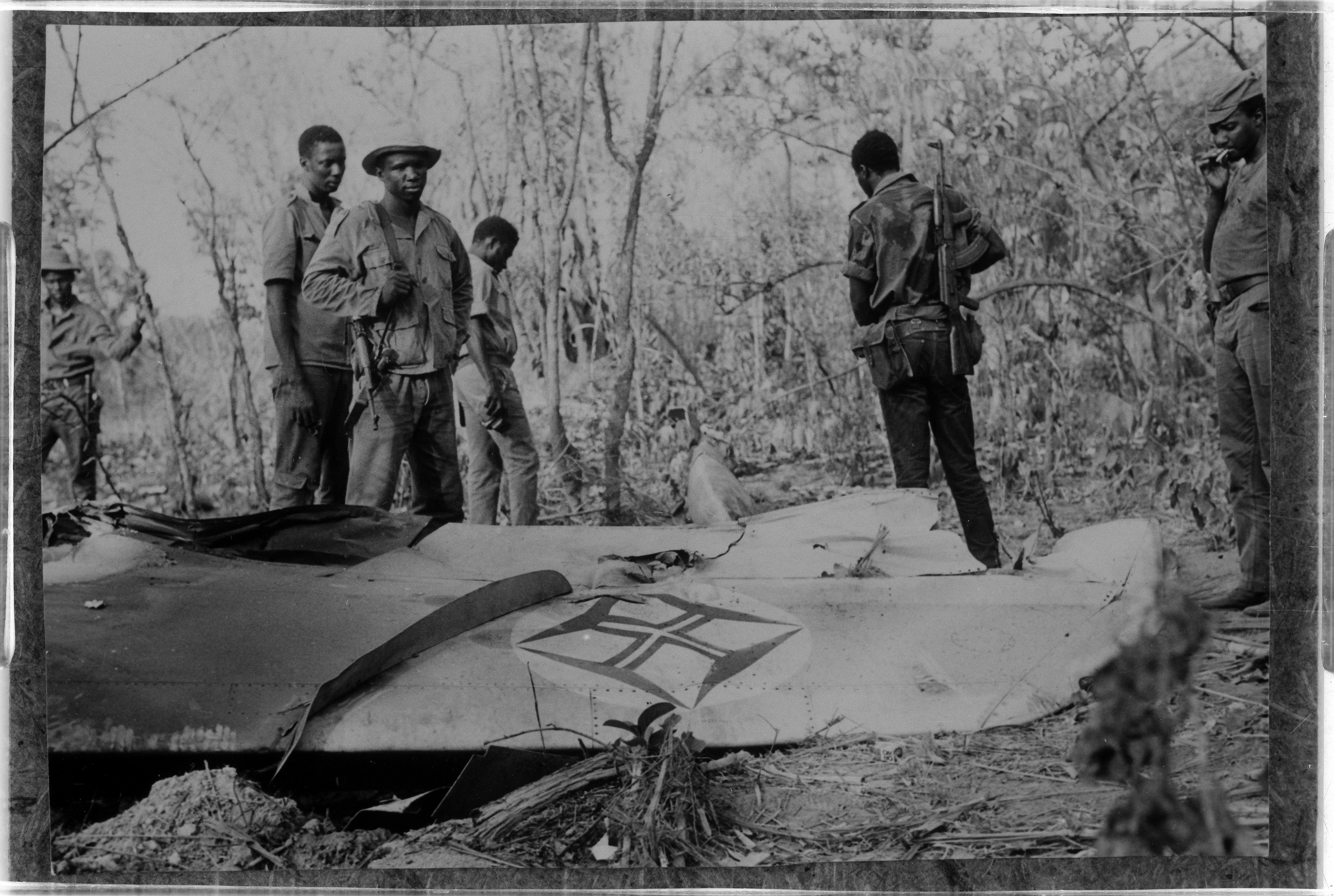
Ein abgeschossenes portugiesisches Flugzeug in Port.-Guinea (1974)

Die portugiesische Luftwaffe litt am meisten unter dem Mangel an Material. Durch das Embargo fehlte es an den nötigen Ersatzteilen. In Guinea-Bissau verfügten die Portugiesen 1966 nur noch über ein kampffähiges Flugzeug, als ihnen 1966 der Kauf von 40 Fiat-G-91-Flugzeugen der deutschen Luftwaffe gelang.
Die Fiat G.91 wurde anschließend das Standard-Flugzeug der portugiesischen Luftwaffe in den Kolonialkriegen.
Neben der Fiat-G-91 wurden zur Luftunterstützung mehr als 100 T-6 in allen Konflikten und 16 F-86 Sabre in Guinea-Bissau verwendet. Als Bomber fanden zunächst 42 Lockheed Ventura Verwendung, welche in Angola und Mosambik eingesetzt wurden. 1966 gelang der Kauf von 20 Douglas A-26 Bomber, die von den USA trotz bestehenden Waffen-Embargos geliefert wurden. Diese Flugzeuge wurden in Angola und Guinea-Bissau eingesetzt. Als Aufklärer wurden Dornier Do 27 verwendet, als Transportflugzeuge Junkers Ju 52/3m, Nord Noratlas, Douglas C-54 und Douglas DC-3.
Ab 1970 verwendete die Portugiesische Luftwaffe, ähnlich wie die amerikanische Luftwaffe während des parallel statt findenden Vietnamkrieges, verstärkt Napalm und Entlaubungsmittel.
Die kleine portugiesische Rüstungsindustrie war nie in der Lage, die Bedürfnisse der Armee abzudecken. Während der ganzen Zeit des Kolonialkrieges wurden nur Ausrüstung für die Bodentruppen und Boote für die Küstenwache geliefert.

#### Marine

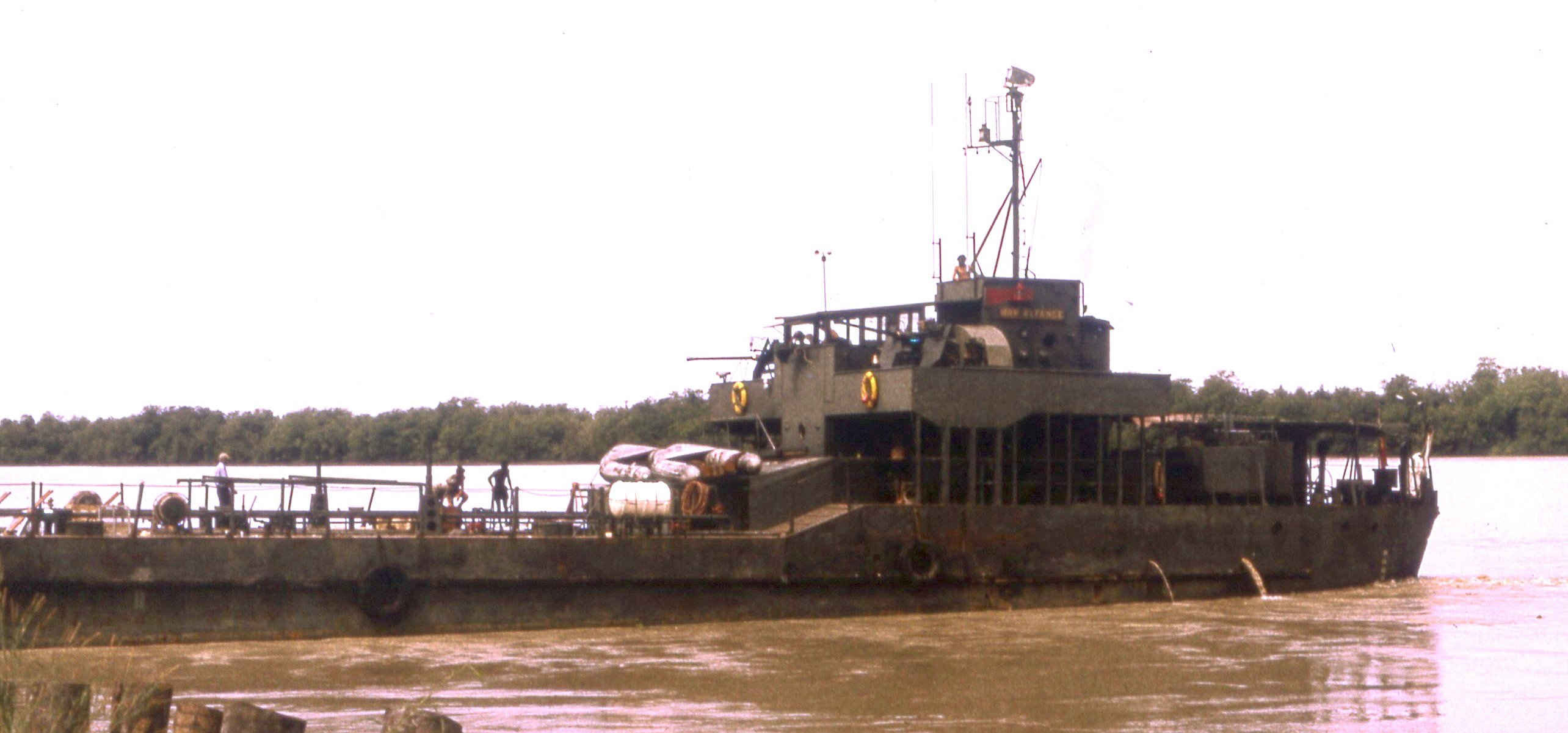
Portugiesisches Landungsboot Alfange auf einem Fluss in Port.-Guinea (1973)

Auch die portugiesische Marine war veraltet. Es mangelte an Patrouillenbooten, um die Küsten von Guinea-Bissau, Angola und Mosambik zu kontrollieren, und an Fregatten, um den Güterverkehr oder Truppentransporte zwischen den Kolonien zu schützen. Eigens für die Kriegführung in den Kolonien wurde nach dem Vorbild der französischen Commandant Rivière-Klasse ab 1967 vier Einheiten der João Belo-Klasse in Dienst gestellt. Das Typschiff, Commandante João Belo, wurde als letztes Schiff der Klasse 2022 außer Dienst gestellt.

#### Einsatz indigener Truppen
Seit 1961 setzten die Portugiesen vermehrt schwarze Soldaten ein; dies auch, um den Vielvölkeraspekt des Staates zu unterstreichen. Die Rolle der Afrikaner während des Krieges reichte von untergeordneten Funktionen bis hin zu Elitetruppenteilen. Während des Krieges nahm die Bedeutung der Afrikaner für die Portugiesen immer mehr zu. 1974 stellten die Afrikaner bereits 50 Prozent der kämpfenden Truppen in den Kolonien.

#### Spezialeinheiten

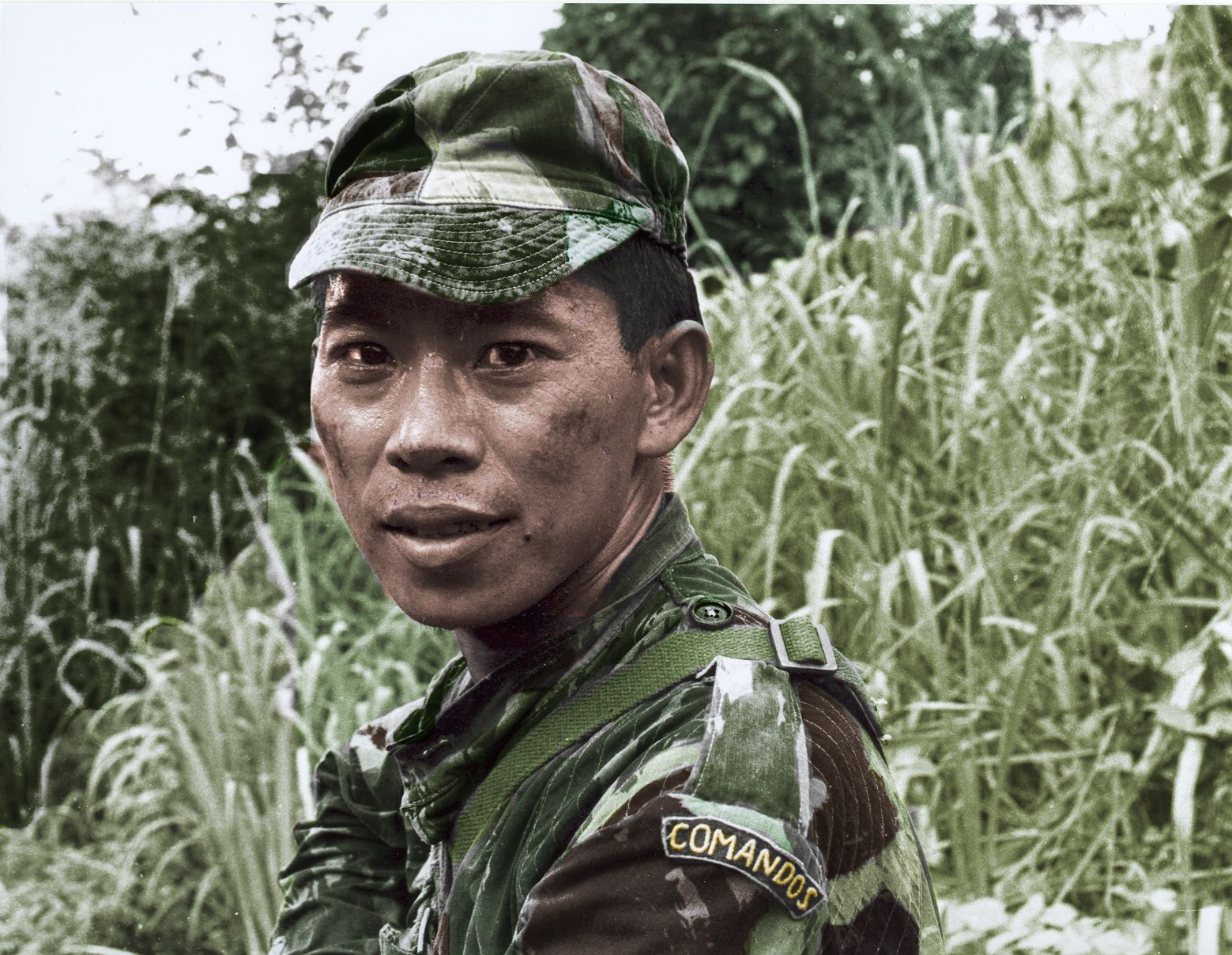
Chung Su Sing, Kommandant der portugiesischen 6. Kommandokompanie in Angola

Neben den regulären Einheiten kamen auch meist aus Afrikanern aufgestellte Spezialeinheiten zur Counterinsurgency zum Einsatz wie die vom Nachrichtendienst PIDE aufgestellten Flechas oder die vom Heer geführten Grupos Especiais. Ab 1961 kamen auch die nach französischem Vorbild aufgestellten und ausgebildeten Comandos zum Einsatz, in denen die Erfahrungen des Indochinakriegs und des Algerienkriegs ausgewertet wurden.

### Die Guerilla-Bewegungen
Trotz der regionalen Unterschiede der verschiedenen Befreiungsbewegungen lassen sich große Überschneidungen und Entwicklungen bezüglich von Taktik und Material finden.
Zu Beginn der Konflikte verwendeten die Guerilla-Bewegungen aus dem Westen stammendes Material, das befreundete Nachbarstaaten (die selbst erst seit kurzem unabhängig geworden waren) lieferten. Mit dem fortschreitenden Konflikt verwendeten die afrikanischen Befreiungsbewegungen in den portugiesischen Kolonien hingegen vor allem Material und Waffen aus der UdSSR, der Volksrepublik China, Kuba und Osteuropa und somit in den verschiedenen Ländern dieselben Waffentypen. Als Gewehre wurden das Mosin-Nagant und das Simonow SKS-45 verwendet. Als Standardwaffe der Rebellen fungierte mit der Zeit aber vor allem das AK 47 Sturmgewehr. Dieses wurde anschließend auch von vielen portugiesischen Soldaten verwendet, da es leichter und besser für die oftmals schwierige Umgebung wie Sümpfe und Dschungel geeignet war. Die typische Taktik der Rebellen bestand darin, gegen patrouillierende portugiesische Verbände eine Mixtur aus Sprengfallen, Antipersonenminen und Panzerabwehrminen einzusetzen, welche schwere Opfer unter den portugiesischen Verbänden forderte. Hier kamen vor allem PMN-Minen zum Einsatz. Eine gemeinsame Taktik aller Bewegungen war es, schwere Panzerabwehrminen an Straßen zu legen, Antipersonenminen an den Rändern der Straßen zu platzieren und anschließend die portugiesischen Verbände auf der Straße mit einem Mix aus automatischen Waffen unter Feuer zu nehmen. Hier kamen verschiedenste Typen aus sowjetischer Produktion zum Einsatz. Eingesetzt wurden vor allem folgende Typen: DP, PPSch-41, RPD, Gorjunow SG-43, schwere DSchK-Maschinengewehre und PPS-43-Maschinenpistolen. Dazu wurden oftmals Panzer-Büchsen wie RPG-2 und RPG-7 verwendet. Zur Luftabwehr wurde das ZPU-4 verwendet, gegen Ende des Krieges mit großem Erfolg in Guinea auch Strela-2 Luftabwehrraketen, welche die dortige portugiesische Luftüberlegenheit beendeten.

### Angola
Zu Beginn der 1950er Jahre begannen Portugiesen, angespornt von dem Regime António de Oliveira Salazars, sich verstärkt in Angola als Siedler niederzulassen. Gleichzeitig bildeten sich erste Untergrundgruppen, die den afrikanischen Widerstand gegen die portugiesische Kolonialherrschaft zum Ziel hatten. 1958 wurde das Movimento Popular de Libertação de Angola (MPLA) (deutsch: „Volksbewegung zur Befreiung Angolas“) gegründet, das aus Gruppierungen in Luanda entstand. Parallel dazu bildeten sich unter den Bakongo des Nordostens Gruppen, die sich zu União das Populações de Angola (UPA, deutsch: „Union der Völker Angolas“) zusammenschlossen.
In den Provinzen Zaire, Uíge und Cuanza Norte im Norden Angolas kam es zu Beginn der 1960er Jahre zu einem unorganisierten Aufstand gegen die Portugiesen. Die Portugiesen nannten das Gebiet Zona Sublevada do Norte (ZSN oder deutsch: „Rebellische Nördliche Zone“). In der ZSN-Region wurde die UPA, die ihren Namen 1962 in Frente Nacional da Libertação de Angola (FNLA) änderte. Die von den USA unterstützte FNLA wollte ursprünglich das Wiedererstehen des historischen Königreichs Kongo, später die nationale Selbstbestimmung Angolas, während die Portugiesen an ein assimilierendes multiethnisches Überseeimperium glaubten, dessen Erhalt es rechtfertigte, Krieg zu führen.
Im Januar 1961 revoltierten angolanische Baumwollpflücker in der Provinz Malanje. Sie verbrannten ihre Ausweise und griffen portugiesische Händler in Maria’s War an. Daraufhin bombardierte die portugiesische Armee zwanzig Dörfer mit Napalm und es gab dabei etwa 7.000 Tote. Am 4. Februar 1961 griff die Movimento Popular de Libertação de Angola (MPLA) mit etwa 250 Kämpfern das São-Paulo-Gefängnis von Luanda an und tötete dabei sieben Polizisten und 40 Häftlinge. Bei der Beerdigung der getöteten Polizisten am 5. Februar 1961 kam es zur Aufruhr unter den Portugiesen und zu Ausschreitungen gegen Angolaner.
Am 10. Februar 1961 attackierte die MPLA erneut ein Gefängnis und als Reaktion darauf griffen portugiesische Zivilisten mit Hilfe der Polizei erneut Angolaner an. In den folgenden Wochen gelang es den Portugiesen, die MPLA aus Luanda zu vertreiben. Die MPLA zog sich in die Region Dembos zurück.
Am 15. März 1961 griff die Frente Nacional da Libertação de Angola (FNLA), unter ihrem Anführer Holden Roberto und mit 4.000 bis 5.000 Kämpfern Ziele im Norden Angolas an. Die FNLA attackierte dabei Bauernhöfe, Regierungsaußenposten und Handelsposten. Auf ihrem Vormarsch tötete die FNLA über 1.000 Weiße und eine unbekannte Anzahl Angolaner. Die Fotos dieser Gräuel, darunter Bilder von enthaupteten europäischen und afrikanischen Frauen und Kindern, gelangten später in die Verfügung der UN. Kurz nach dem Bekanntwerden der Fotos ließ US-Präsident Kennedy eine Botschaft an Salazar übermitteln, in der er diesen ultimativ aufforderte, die Kolonien sofort zu verlassen. Salazar, der kurz zuvor einen von den USA unterstützten Putsch (Abrilada) gegen ihn überstanden hatte, sandte unverzüglich Verstärkung, und der Krieg begann. Ähnliche Vorgänge fanden in den anderen portugiesischen Kolonien statt.
Nach kurzer Zeit gingen die Portugiesen gegen die FNLA militärisch vor und vertrieben sie aus allen von ihr ursprünglich eroberten Gebieten.
Am 20. September 1961 nahmen die Portugiesen Pedra Verde, den letzten Stützpunkt der FNLA im Norden Angolas, ein. Zu diesem Zeitpunkt hatten etwa 2.000 Portugiesen und 50.000 Angolaner ihr Leben verloren und etwa 400.000 bis 500.000 waren auf der Flucht nach und in Zaire. Die FNLA-Kämpfer mischten sich unter die Flüchtlinge und führten daraufhin ihre Kommandoaktionen von Zaire aus weiter. Die Portugiesen konnten nun nicht verhindern, dass sich die Guerillaaktionen auf andere Regionen Angolas, wie Cabinda, den Osten, Südosten und das Zentralplateau ausbreiteten.
Im Mai 1966 eröffnete die MPLA unter Führung von Daniel Chipenda eine Front im Osten. Es gelang der MPLA, zunächst weit ins Land vorzustoßen, als aber die Portugiesen zum Gegenoffensive übergingen, brach der Widerstand der MPLA rasch zusammen.
Am 25. Dezember 1966 fand der erste Angriff der UNITA auf die Benguelabahn bei Teixeira de Sousa, an der Grenze zu Sambia statt. 1967 ließ die UNITA zweimal Züge auf dieser Linie entgleisen. Die Regierung Sambias war jedoch auf diese Zugverbindung wegen des darauf stattfindenden Kupferexports angewiesen. Präsident Kenneth Kaunda ließ daraufhin die 500 UNITA-Kämpfer in Sambia ausweisen. Savimbi floh zuerst nach Kairo, kehrte ein Jahr später nach Angola zurück, wo er mit der portugiesischen Armee zusammen gegen die MPLA vorging.
In den späten 1960er Jahren kämpften die FNLA und MPLA genau so heftig gegeneinander wie die FNLA gegen die Portugiesen.
1971 begann die MPLA, Einheiten mit 100 bis 150 Mann aufzustellen. Diese Einheiten, ausgerüstet mit 60-mm- und 81-mm-Mörsern, griffen nun portugiesische Außenposten an. Ab 1972 begannen die Portugiesen mit Gegenoperationen und zerstörten die Basen der MPLA.
Südafrika unterstützte die portugiesischen Bemühungen, in Angola wieder die kolonialen Machtstrukturen herzustellen, da es parallel eigene geostrategische Interessen im südlichen Afrika verfolgen konnte. Die Portugiesen nannten daraufhin ihre südafrikanischen Verbündeten primos (Cousins). Im Februar 1973 griff die südafrikanische Armee die Stellungen der MPLA in Moxico an, zerstörte u. a. die Stützpunkte der Befreiungsbewegung und vertrieb diese aus dem Osten des Landes. Der damals geschlagene Anführer der MPLA, Agostinho Neto, zog sich mit 800 verbliebenen Kämpfern in die Republik Kongo zurück.
Im Verlauf des Krieges steigerte Portugal rapide die Mobilisierung seiner Truppen. Das portugiesische Regime hatte bereits seit längerem eine dreijährige Dienstpflicht für alle männlichen Portugiesen eingeführt. Am Ende des Krieges 1974 war der Anteil der Schwarzen in der Armee so weit angestiegen, dass fast die Hälfte der Kolonialtruppen aus Afrikanern bestand.
Die Portugiesen waren bereits so lange in Afrika, dass starke Bande zwischen ihnen und der lokalen Bevölkerung bestanden. Es gelang den Portugiesen, Teile der einheimischen Bevölkerung auf ihre Seite zu ziehen. Dadurch verloren die Rebellen ihre Unterstützung in der Bevölkerung und bald darauf auch die Unterstützung der USA.
In Angola bestand eine im Vergleich zu den anderen kolonialen Kriegsschauplätzen günstigere militärische Situation für die Portugiesen. Die Geographie des Landes und die enormen Distanzen verhinderten, dass die Rebellen, die von Zaire und Sambia unterstützt wurden, in die Bevölkerungszentren vorstoßen konnten. Die Portugiesen nannten den Osten Angolas auch Terras do Fim do Mundo (deutsch: „Land am Ende der Welt“). Dazu kam, dass die drei nationalen Gruppen, die FNLA, die MPLA und die UNITA, untereinander zerstritten waren und mindestens ebenso viel Aufwand damit verbrachten, sich gegenseitig wie auch die Portugiesen zu bekämpfen. 
Der Oberbefehlshaber der portugiesischen Truppen in Angola war General Costa Gomes. Seine Strategie, nicht nur das Militär in den Konflikt einzubeziehen, sondern auch zivile Organisationen, führte zu einer erfolgreichen Kampagne und ließ die Stimmung der Bevölkerung auf Seiten der Portugiesen kippen. 1974 war der Krieg an einem militärischen Patt angekommen.
Als es am 25. April 1974 in Portugal zur Nelkenrevolution kam, handelten die MPLA, FNLA und die UNITA einzeln Waffenstillstandsabkommen mit der neuen portugiesischen Regierung aus und begannen um die Herrschaft über Luanda und das Land zu kämpfen.
Im Juli 1974 trafen sich die Anführer der drei Bewegungen Holden Roberto, Agostinho Neto und Jonas Savimbi in Bukavu, Zaire, und verabredeten gemeinsam mit den Portugiesen über die Unabhängigkeit zu verhandeln. Zwischen dem 10. und 15. Januar 1975 kamen alle Parteien in der Algarve in Portugal zusammen und unterschrieben das Alvor-Übereinkommen, in dem das Datum der Unabhängigkeit der vormaligen Kolonie auf den 11. November festgelegt wurde. Ab dem 31. Januar 1975 bis zum Tag der Unabhängigkeit wurde die Übergangsregierung durch den portugiesischen Hochkommissar Rosa Coutinho geleitet.
Die portugiesische Übergangsregierung versuchte alles, um den massiven Exodus der weißen Angolaner zu verhindern. Diese waren jedoch vom politischen Leben praktisch ausgeschlossen.
Bald hatten die verschiedenen Bürgerkriegsfraktionen mehr Kämpfer als das portugiesische Militär. Anfang Juli 1975 begann ein offener Bürgerkrieg. Die noch im Lande stationierten portugiesischen Soldaten waren in der Unterzahl, schlecht ausgerüstet und demoralisiert und konnten die Kämpfe nicht mehr unterbinden. Am 10. November verließen die letzten portugiesischen Soldaten und Funktionäre das Land.
Während des Krieges in Angola entstanden viele neue Militäreinheiten:
- Das Sonderoperationstruppenzentrum (Caçadores Especiais) war bereits in Angola, als der Krieg 1961 begann.
- Die Treuen (Fiéis) waren eine Einheit, die aus vertriebenen Schwarzen der Region Katanga bestand, die sich gegen die Herrschaft von Mobutu zur Wehr setzten.
- Die Loyalen (Leais) waren eine Einheit, die aus vertriebenen Schwarzen der Region Sambia bestand, die sich gegen die Herrschaft von Kenneth Kaunda zur Wehr setzten.
- Die Sondergruppen (Grupos Especiais), waren Einheiten, die aus freiwilligen schwarzen Soldaten bestanden und über eine Kommandoausbildung verfügten und auch in Mozambique zum Einsatz kamen.
- Die Sondertruppen (Tropas Especiais) war der Name von Sondereinheiten in Cabinda
- Die Pfeile (Flechas) war eine Einheit unter dem Kommando der PIDE und bestand aus San. Die Einheit war spezialisiert auf Verfolgung, Aufklärung und pseudo-terroristische Operationen. Die Einheit war der Ursprung für die rhodesischen Selous Scouts und kam auch in Mozambique zum Einsatz.
- Die 1. Kavalleriegruppe (Grupo de Cavalaria Nº1) war eine berittene Einheit, die mit Heckler-&-Koch-G3-Gewehren bewaffnet war und mit Aufklärung und Patrouille beauftragt wurde. Die Einheit war auch unter dem Namen „Angolanische Dragoner“ (Dragões de Angola) bekannt. Die Rhodesier übernahmen dieses Konzept und gründeten die Grey’s Scouts.
- Das Kavalleriebataillon 1927 (Batalhão de Cavalaria 1927) war eine Panzereinheit, die mit M5A1-Panzern ausgerüstet war und entweder die Infanterie oder schnelle Eingreiftruppen unterstützen sollte. Auch dieses Konzept wurde von den Rhodesiern übernommen (Rhodesian Armoured Car Regiment).

### Portugiesisch-Guinea

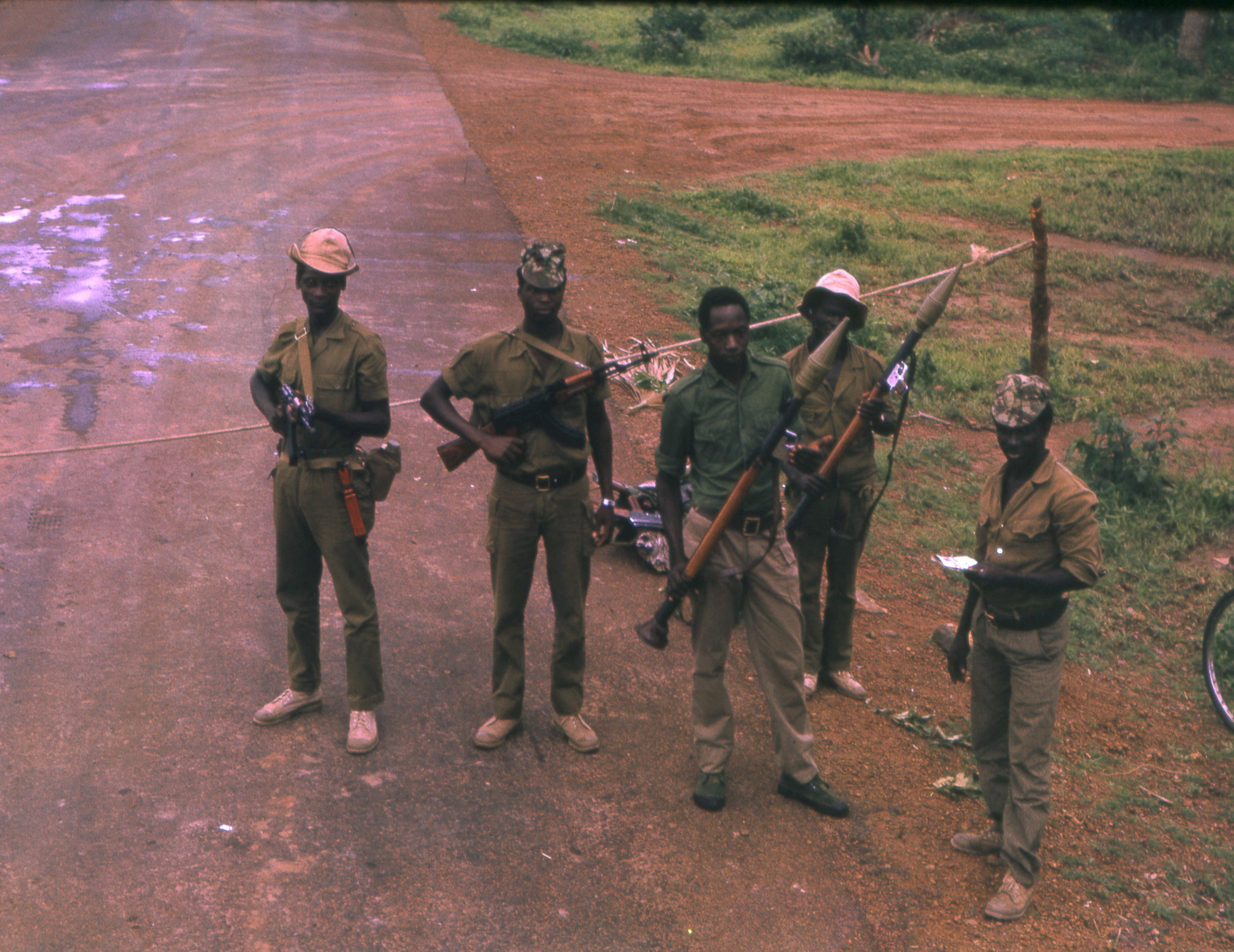
Kontrollposten der PAIGC 1971

Guinea-Bissau und Kap Verde waren seit 1446 im Besitz der Portugiesen und wurden ab 1952 zu Überseeprovinzen Portugals.
Der Krieg in Portugiesisch-Guinea war das „Vietnam“ Portugals. Die PAIGC (Afrikanische Unabhängigkeitspartei von Guinea und Kap Verde) war gut ausgerüstet und trainiert, und die Nachbarstaaten Senegal und vor allem Guinea waren vorzügliche Basen für die Guerilleros.
Des Weiteren war Guinea-Bissau für Portugal wirtschaftlich vollkommen unwichtig. Die Kolonie warf keinerlei Gewinne ab und war für die Portugiesen bereits vor Ausbruch des Krieges eine finanzielle Belastung, da sie die Infrastruktur, medizinische Versorgung und Verwaltung finanzieren mussten. Während des Krieges stiegen die Ausgaben um ein Vielfaches und viele portugiesische Offiziere und Soldaten hinterfragten die portugiesische Politik. Auch war der Bevölkerungsanteil der „Weißen“ verschwindend gering.
Die portugiesische Regierung rechtfertigte den Krieg mit verschiedenen Argumenten:
- Portugal sei der neutrale Garant für ein friedliches Zusammenleben der Ethnien.
- Die Machtübernahme der Kommunisten der PAIGC müsse verhindert werden.
- Ohne Portugal würde der Lebensstandard (medizinische Versorgung usw.) rapide sinken.

Dazu kam, dass Guinea-Bissau seit den 1960er Jahren für die Portugiesen eine wichtige strategische Bedeutung erhielt. Seit in den 1960er Jahren viele der ehemaligen französischen und britischen Kolonien die Unabhängigkeit erlangten und diese neuen Staaten den Portugiesen die Landung von Flugzeugen oder das Anlegen von Schiffen verwehrten, war Guinea-Bissau zu einem wichtigen Zwischenhalt für die Reise zu den Kolonien Angola und Mosambik.
Auch befürchteten die Portugiesen, dass ein Rückzug eine Signalwirkung auf andere Kolonien ausüben könnte. Vor allem die von zahlreichen Portugiesen besiedelten Kapverden schienen unmittelbar gefährdet, da auch dort die PAIGC aktiv war.
Am 3. August 1959 organisierte die marxistische PAIGC einen Streik der Hafenarbeiter in Bissau. Die Kolonialverwaltung ließ den Streik brutal niederschlagen. Das führte zu einer breiten Unterstützung der PAIGC in der Bevölkerung.
1960 verlegte die PAIGC ihr Hauptquartier nach Conakry ins benachbarte Guinea und richtete dort mehrere Trainingslager ein, um den bewaffneten Kampf vorzubereiten. In Portugiesisch-Guinea begannen unter Führung der PAIGC die Kämpfe im Januar 1963. Die Kämpfer der PAIGC griffen das portugiesische Hauptquartier in Tite im Süden von Bissau an. Ähnliche Angriffe fanden daraufhin in der ganzen Provinz statt.
Im Januar 1964 gelang es der portugiesischen Armee die PAIGC aus den südlichen Inseln zu vertreiben (Operation Tridente). Es war bis dahin die größte amphibische Operation der Portugiesen. 1.200 Mann Infanterie, Marineinfanterie und Fallschirmspringer, unterstützt von luft- und seegestützten Bombardements, griffen die etwa 300 Kämpfer der PAIGC an und vertrieben sie von den Inseln.
1965 breitete sich der Krieg in den Ostteil des Landes aus und im gleichen Jahr führte die PAIGC mehrere Angriffe im Norden durch. Dort war bis dahin nur die kleine Guerillaorganisation Frente de Luta pela Independência Nacional da Guiné (FLING) aktiv. Die PAIGC erhielt bis zum Ende des Krieges militärische Unterstützung durch den Ostblock, hauptsächlich aus Kuba. Seit 1965 hielten sich kubanische Militärberater in den Lagern der PAIGC auf und bildeten die Kämpfer aus.
In Guinea verhielt sich die portugiesische Armee hauptsächlich defensiv. Man beschränkte sich darauf, die gehaltenen Gebiete zu verteidigen. Dieses Vorgehen war verheerend für die Truppen, die unter den ständigen Angriffen der PAIGC ausgesetzt waren. Dazu kam, dass der Einfluss der Unabhängigkeitsbefürworter in der Bevölkerung ständig wuchs und diese in großer Anzahl von der PAIGC rekrutiert werden konnten. Guinea-Bissau ist relativ klein (36'125 km²) und der portugiesischen Armee fehlte die strategische Tiefe, um wirkungsvoll auf die Angriffe der Unabhängigkeitskämpfer reagieren zu können. Die umgebenden Staaten Guinea und Senegal waren den Portugiesen feindlich gesinnt und gewährten der PAIGC Unterstützung. Auch die Geographie des Landes machte es den Portugiesen nicht einfach die Lage in ihrem Sinne zu beherrschen. Das Land ist von Flüssen durchzogen und es existierte praktisch keine Infrastruktur außerhalb der großen Städte. Die Küste ist in weiten Teilen eine Sumpflandschaft und sehr flach. Das erschwerte den Transport von Truppen erheblich.
Anfang 1968 waren die etwa 25.000 portugiesischen Soldaten mit etwa 8.000 bis 10.000 Kämpfern der PAIGC konfrontiert. Die PAIGC begann in den von ihr kontrollierten Gebieten eine eigene Verwaltung aufzubauen und die Lage wurde für die Portugiesen immer schwieriger. Der Oberbefehlshaber der portugiesischen Armee in Guinea-Bissau und Gouverneur seit 1964, General Arnaldo Schultz, war der Lage nicht gewachsen und es wurde befürchtet, dass die portugiesische Armee militärisch geschlagen würde. Der portugiesische Präsident Salazar setzte deshalb 1968 General Arnaldo Schultz ab und General António de Spínola übernahm das Kommando. Der Krieg war ab dann auch eine direkte Auseinandersetzung zwischen dem Führer der PAIGC, Amílcar Cabral, und Spínola.
Unter Spínola kam es zu einem Strategiewechsel. Die Portugiesen gingen nun vermehrt in die Offensive. Auch wurden häufiger Hubschrauber eingesetzt und Search-and-Destroy-Missionen durchgeführt, wie dies die Amerikaner in Vietnam taten. Spínola standen seit der Machtübernahme von Marcelo Caetano auch größere finanzielle Mittel zur Verfügung. Die portugiesische Truppenstärke wurde um 10.000 Mann auf etwa 35.000 Mann erhöht. Spínola besuchte vielfach die Truppen, teilweise auch wenn diese unter feindlichem Feuer standen und versuchte deren Moral zu heben. Er entließ einige ältere Offiziere und ersetzte diese durch junge Offiziere.
Spínola versuchte auch die verschiedenen Ethnien des Landes in den politischen Entscheidungsprozess mit einzubinden. Auch versuchte er mit Hilfe des portugiesischen Geheimdiensts, die PAIGC zu unterwandern und mit den verschiedenen Bevölkerungsgruppen, Sondervereinbarungen abzuschließen (beispielsweise mit den Fulbe). Des Weiteren versuchte er das schlechte Bild der Portugiesen in den internationalen Medien zu revidieren.
Die Portugiesen erzielten einige Erfolge und kontrollierten wieder vollständig die Städte und die Mehrzahl der Bevölkerung. Es wurde jedoch bald klar, dass Portugal nur den Krieg beenden konnte, wenn es gelang, die PAIGC in ihren Stützpunkten in Guinea zu vernichten.
Der portugiesische Geheimdienst brachte in Erfahrung, dass der Großteil des Nachschubs der PAIGC über das Meer und die Flüsse ins Land gelangten. Die PAIGC verfügte über eine ganze Flotte von Schiffen, wie Kanonenboote, Sturmboote (aus sowjetischer Produktion) und Motorboote, mit denen sie den Transport von Truppen, Material und Waffen organisierte. Die Einheit für Kommandoeinsätze der portugiesischen Armee unter der Leitung von Oberleutnant Guilherme Alpoim Calvão begann nun mit Operationen gegen die Nachschubwege der PAIGC. Die Portugiesen legten den Versorgungskonvois der PAIGC Hinterhalte und griffen diese mit Schlauchbooten an.
Im August 1969 führten die Portugiesen die Operation Nebulosa durch. Es gelang ihnen, das Schnellboot Patrice Lumumba der PAIGC zu versenken. Im Februar 1970 führten die Portugiesen, in Guinea die Operation Gata Brava durch. Sie versenkten dabei das PAIGC-Schiff Bandim. Der Nachschub der PAIGC geriet zwar ins Stocken, aber die kleinen Boote der PAIGC und die Angriffe aus dem Gebiet von Guinea heraus waren weiterhin eine Gefahr für die portugiesischen Schiffe.
1970 versuchten die Portugiesen in der Operation Mar Verde (Grünes Meer) den Präsidenten von Guinea, Sékou Touré, mit Hilfe von guineischen Exilanten zu stürzen. Die Operation war jedoch nicht erfolgreich; es gelang nicht, Sékou Touré von der Macht zu verdrängen. Jedoch wurden die portugiesischen Kriegsgefangenen befreit und die Schiffe der PAIGC zerstört. Nigeria und Algerien unterstützten daraufhin Guinea, und die Sowjetunion entsandte Kriegsschiffe des zukünftigen 7. Geschwaders in die Region.
Im gleichen Jahr versuchten die Portugiesen vergeblich Amílcar Cabral gefangen zu nehmen und setzen daraufhin Agenten in der PAIGC ein, um mit deren Unterstützung Cabral auszuschalten. Als Salazar 1970 starb und Marcello Caetano neuer Ministerpräsident Portugals wurde, erlaubte man General Spínola die Möglichkeit zu erkunden, Verhandlungen mit den Rebellen aufzunehmen, 1972 wurden die Verhandlungen aufgegeben.
Zwischen 1968 und 1972 gelang es der portugiesischen Armee, mit vermehrten Angriffen auf die PAIGC die Lage der Kolonialmacht zu stabilisieren. Zu dieser Zeit begannen die Portugiesen auch mit subversiven Methoden die Aufständischen zu bekämpfen, indem sie die politischen Strukturen der PAIGC angriffen. Am 20. Januar 1973 gelang es einem portugiesischen Agenten Amílcar Cabral in Conakry zu töten.
Die PAIGC führte jedoch den Kampf weiter und brachte die Portugiesen erneut in eine schwierige Lage. Die Situation verschärfte sich noch zusätzlich, als die PAIGC sowjetische Flugabwehr-Waffen erhielt. Vor allem die Strela-2-Einmann-Fla-Raketen beeinträchtigten und zerstörten anschließend die portugiesische Lufthoheit. Ende März 1973 wurden durch die Strela Raketen 2 Fiat G.91 abgeschossen, 2 weitere Flugzeuge dieses Types gingen in Boden-Offensiven der PAIGC verloren. Des Weiteren wurden durch die Raketen im selben Jahr 2 Dornier Do 27 Aufklärer und ein North American T-6 Flugzeug abgeschossen. Zwischen 1966 und 1973 hatte die Portugiesische Luftwaffe im Vergleich nur 2 Flugzeuge verloren. Nach und nach eroberte die PAIGC immer weitere Gebiete.
Am 24. September 1973 erklärte Guinea-Bissau einseitig seine Unabhängigkeit von Portugal, im Jahr zuvor war in Conakry eine Exilregierung gebildet worden. Zu diesem Zeitpunkt kontrollierten die PAIGC-Rebellen 70 bis 80 Prozent der Kolonie. Provisorische Hauptstadt wurde Madina do Boé. Dieser Schritt wurde von der UN-Generalversammlung mit 93 zu 7 Stimmen unterstützt.
1974 stagnierten die Erfolge der Widerstandskämpfer in Angola und Mosambik, nur noch Hinterhalte beunruhigten die Portugiesen. In Portugiesisch-Guinea gelang es ihnen hingegen überhaupt nicht, die von den Nachbarländern unterstützte Guerillabewegung unter Kontrolle zu bringen.
António de Spínola, der von 1968 bis 1972 portugiesischer Gouverneur und Oberbefehlshaber gewesen war, veröffentlichte sein Buch Portugal e o Futuro (Portugal und die Zukunft), in dem er sich auch mit den Kolonialkriegen beschäftigte. Er unterstrich in seinem Buch nachdrücklich, dass der Kolonialkrieg für Portugal militärisch nicht zu gewinnen sei. Damit setzte er die Bewegung in Gang, die am 25. April 1974 in die Nelkenrevolution mündete. Nach der Nelkenrevolution einigten sich beide Seiten schnell auf ein Ende des Krieges und Portugal erkannte die Unabhängigkeit Guinea-Bissaus am 10. Oktober 1974 an.
Während des Krieges in Portugiesisch-Guinea kamen folgende Sondereinheiten der portugiesischen Armee zum Einsatz:
- Die Comandos Africanos (etwa: Afrikanische Fernspäher) waren Kommandoeinheiten, die nur aus schwarzen Soldaten und Offizieren bestanden.
- Die Fuzileiros Especiais Africanos (Afrikanische Marineinfanterie) war eine Einheit der portugiesischen Marine, die aus schwarzen Mannschaften bestand. Die Offiziere waren sowohl aus den Kolonien als auch aus der Metropole.

### Mosambik
Mosambik war die letzte Kolonie, in der die Kämpfe ausbrachen. Der Aufstand wurde durch die marxistisch-leninistischen Frente da Libertação de Moçambique (FRELIMO), unter Führung von Eduardo Mondlane organisiert.
Die portugiesische Armee stand unter dem Kommando von General António Augusto dos Santos. Er war ein Befürworter einer entschlossenen Antiguerillataktik. Augusto dos Santos förderte die Zusammenarbeit mit Rhodesien, um Aufklärungstruppen aus Einheimischen aufzustellen und zusammen mit Rhodesien Militäroperationen durchzuführen.
Zu Beginn des Krieges hatte die FRELIMO nur geringe Aussichten, diesen auch zu gewinnen. Sie verfügte über etwa 7.000 Kämpfer, während die Portugiesen ihre Truppen zwischen 1964 und 1967 von 8.000 auf 24.000 Mann aufstockten. Die Portugiesen hoben auch 23.000 Einheimische aus, und ab 1969 wurden 860 Mann Kommandotruppen ausgebildet.
Am 24. September 1964 begann die FRELIMO von ihren Basen in Tansania aus den bewaffneten Aufstand mit einem Angriff auf die Post der Stadt Chai in der Provinz Cabo Delgado.
Die FRELIMO führte einen klassischen Guerillakrieg, mit Überfällen auf Militärpatrouillen, Sabotage der Kommunikations- und Transportwege und Überfällen auf koloniale Außenposten und anschließender Flucht ins Hinterland. Die Aufständischen waren meist mit Gewehren und Maschinenpistolen bewaffnet und nützten vielfach die Monsunzeit für ihre Angriffe. Wegen des schlechten Wetters war es für die portugiesische Luftwaffe schwierig, die Aufständischen aufzuspüren oder zu verfolgen. Auch war es für die portugiesischen Bodentruppen schwierig, sich während der Regenzeit über längere Distanzen fortzubewegen. Die Aufständischen verfügten nur über eine leichte Ausrüstung, und es war ihnen ein Leichtes, im Buschland (das mato) und unter der dortigen Bevölkerung unterzutauchen.
Die Kämpfe weiteten sich rasch aus und erreichten bald die Provinz Niassa und die Stadt Tete, in der Mitte des Landes. Ein Militärbericht des 558. Bataillone der portugiesischen Armee erwähnte jedoch bereits am 21. August 1964 heftige Kämpfe in Cabo Delgado.
Zu Beginn des Konflikts setzte die FRELIMO nur kleine Truppenverbände (10–15 Mann) ein und griff nur wenig oder gar nicht verteidigte Außenposten der Portugiesen an. Das Ziel war es, die portugiesischen Truppen zu zersplittern. Am 16. November 1964 erlitten die Portugiesen ihre ersten Verluste in der Region von Xilama. Die FRELIMO konnte in dieser Zeit ihre Kräfte mit Hilfe der lokalen Bevölkerung verstärken und profitierte von der geringen Anzahl von portugiesischen Soldaten und Siedlern. Sie begann nach Süden, Richtung Meponda und Mandimba vorzustoßen.
Die FRELIMO versuchte, mit Hilfe der Republik Malawi in die Provinz Tete vorzudringen. Obwohl das Gebiet, in dem die FRELIMO aktiv war, immer größer wurde, behielt sie ihre Taktik bei, mit einer geringen Anzahl Kämpfer kleine administrative Außenposten der Portugiesen anzugreifen und als Transport- und Kommunikationswege den Fluss Rovuma und den Malawisee zu benutzen.
1965 gelang es der FRELIMO, ihre Truppenstärke aufzustocken. Sie eröffnete Agenturen im benachbarten Tansania, die sich um die vor den Kämpfen geflüchteten Mosambikaner kümmerten. Damit gelang es ihr, ihre Popularität in der Bevölkerung erheblich zu verbessern.

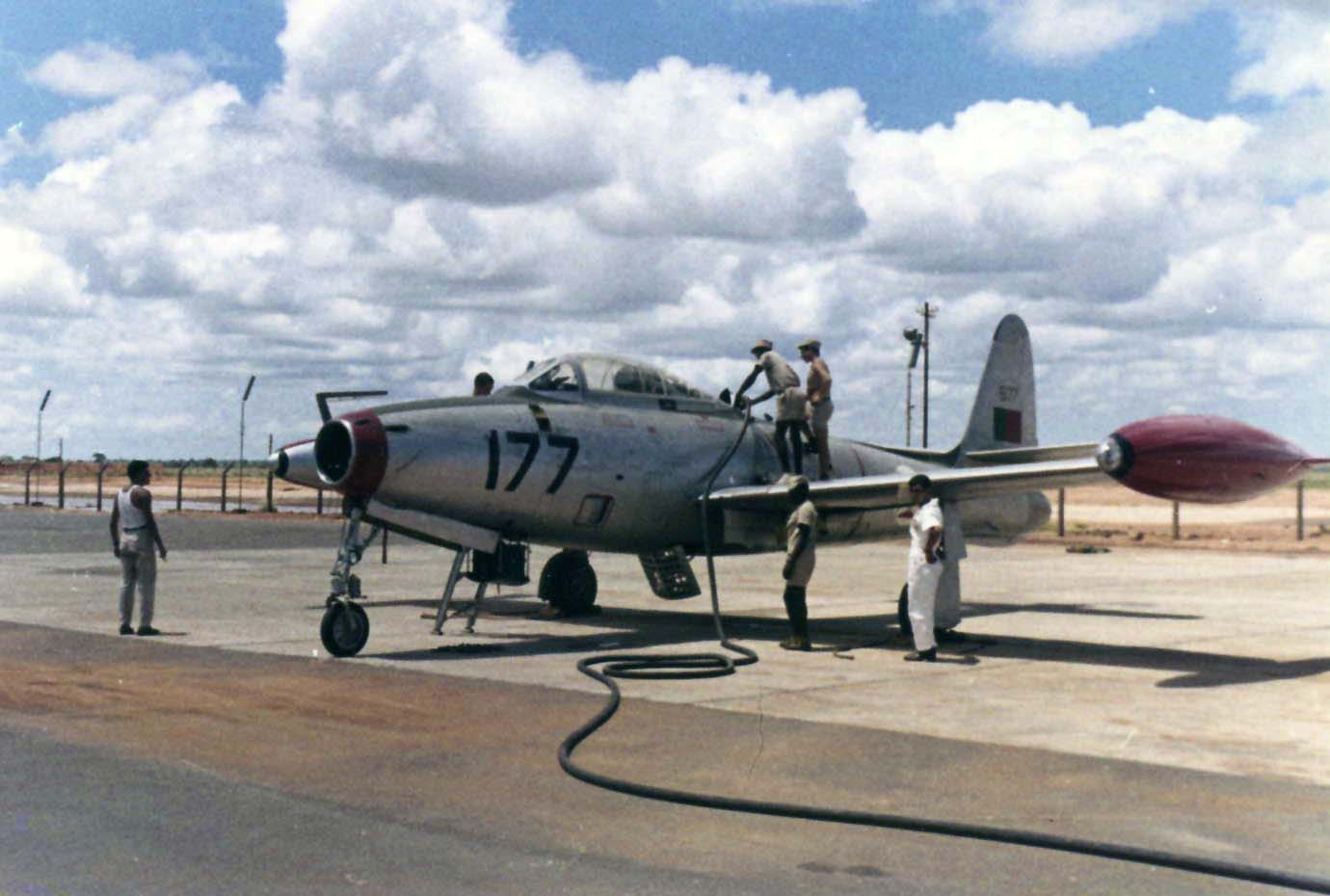
Eine F-84 der portugiesischen Luftwaffe (FAP) in Afrika. Die F-84 war das Rückgrat der portugiesischen Luftwaffe bis zur Einführung der Fiat G.91 im Dezember 1968

Die FRELIMO-Einheiten umfassten nun teilweise 100 Mann und mehr, und die FRELIMO begann, auch Frauen in ihre Reihen aufzunehmen.
Am 10. oder 11. Oktober 1966 wurde Filipe Samuel Magaia, der von der Front zurückkehrte, von Lourenço Matola (ebenfalls Mitglied der FRELIMO) erschossen. Es ist bis heute nicht geklärt, ob Matola im Dienste der Portugiesen stand.
Bis 1967 war die FRELIMO in der Region Tete nicht aktiv, da sie ihre Anstrengungen in die zwei nördlichsten Provinzen konzentrierte. Im Norden wurden von beiden Seiten großflächig Landminen eingesetzt. In der Region von Niassa versuchte die FRELIMO einen Korridor nach Sambia zu erobern.
Ende 1967 beherrschte die FRELIMO etwa 15 Prozent der Bevölkerung und 20 Prozent der Fläche des Landes. Sie verfügte über etwa 8.000 Kämpfer.
Insgesamt war Mondlane jedoch mit den Erfolgen der FRELIMO unzufrieden und ersuchte deshalb die Unterstützung der Sowjetunion und Chinas. Diese lieferten der FRELIMO großkalibrige Maschinengewehre, Flugabwehrgeschütze und Raketenwerfer.
1968 hielt die FRELIMO ihren zweiten Kongress ab, der nachträglich zu einem Propagandafall genutzt wurde, da die Portugiesen den Tagungsort bombardierten, den Kongress jedoch nicht verhindern konnten.
Als Antwort auf die steigende militärische Bedrohung durch die FRELIMO starteten die Portugiesen ein großes Infrastrukturprogramm. Dabei wurden neue Straßen, Eisenbahntrassen, Schulen und Spitäler gebaut. Das Programm sollte die Wirtschaft des Landes ankurbeln und den Rückhalt der portugiesischen Kolonialpolitik in der Bevölkerung stärken.
Ein wichtiger Teil des Programms war der Bau der Cabora-Bassa-Talsperre (heute: Cahora-Bassa-Talsperre), der nach einem Vertragsabschluss mit einem von Südafrika angeführten internationalen Konsortium (ZAMCO) begann. Der Bau seit 1969 wurde bald zum Prüfstein für die Fähigkeit Portugals, die Sicherheit im Land gewähren zu können. Die Portugiesen sahen in der Errichtung des Dammes ihre „zivilisatorische Mission“ und hofften, dass dieser den Glauben der Bevölkerung an die Stärke und Fähigkeit Portugals wieder verbessern würde. Die Portugiesen entsandten 3.000 Mann neuer Truppen und über eine Million Landminen, um das Dammprojekt zu schützen, das mit seiner späteren Elektroenergieerzeugung nahezu 100-prozentig Südafrika belieferte. Die FRELIMO begriff rasch die symbolische Bedeutung des Projekts und versuchte die Fertigstellung zu verhindern. Alle direkten Angriffe auf den Damm wurden von den Portugiesen abgewehrt, jedoch verzögerten die Angriffe der FRELIMO auf die Versorgungskonvois den Bau erheblich.
Die FRELIMO protestierte auch auf diplomatischem Wege gegen das Projekt und als daraufhin ein großer Teil der ausländischen Geldmittel ausblieb, kamen der Baufortschritt noch mehr in Verzug. Der Damm konnte erst im Dezember 1974 fertig gestellt werden.
Am 3. Februar 1969 starb Eduardo Mondlane durch eine Briefbombe. Bis heute gibt es keine Beweise, wer genau hinter dem Attentat stand. Die interne Untersuchung der FRELIMO kam zum Schluss, dass ihr Mitglied Silverio Nungo für die Tat verantwortlich war. Dieser wurde später hingerichtet. Auch Lazaro Kavandame, der Befehlshaber der FRELIMO in der Cabo-Delgado-Region wurde beschuldigt. Es war bekannt, dass er und Mondlane zerstritten waren. Dazu kam, dass die tansanische Polizei Kavandame beschuldigte, mit dem portugiesischen Geheimdienst zusammenzuarbeiten. Im April 1969 lief Kavandame zu den Portugiesen über.
Bis zum April 1970 erhöhte sich die militärische Aktivität der FRELIMO ständig, dies vor allem unter der Führung von Samora Machel in der Region von Cabo Delgado. Die FRELIMO setzte vermehrt auf den Einsatz von Landminen und von 1970 bis 1974 waren drei von vier portugiesischen Ausfällen auf Landminen zurückzuführen. Die portugiesischen Soldaten litten sehr unter der Angst vor Minen. Diese Angst und die Frustration den Feind nie zu Gesicht zu bekommen untergrub die Moral der Truppen.

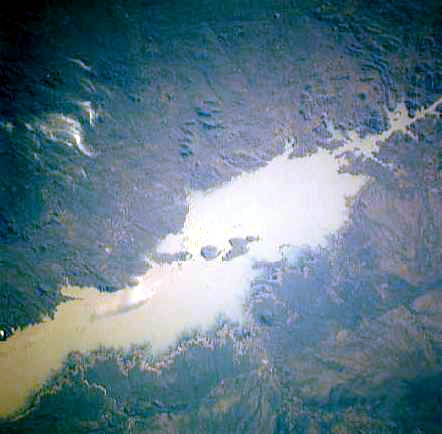
Die Cahora-Bassa-Talsperre (aus dem Weltall gesehen)

1970 führten die Portugiesen die Operation Nó Górdio (Gordischer Knoten) während 7 Monaten durch. Die konventionelle militärische Operation hatte zum Ziel, die Guerillastützpunkte im Norden entlang der tansanischen Grenze zu zerstören. Insgesamt beteiligten sich an der Operation 35.000 portugiesische Soldaten. Die Portugiesen wendeten die Taktik der USA im Vietnamkrieg an, indem sie kleinere Truppenverbände in FRELIMO-Gebieten absetzen, diese dann mit schweren Bombardements unterstützten, während die Bodentruppen versuchten, die FRELIMO-Kämpfer einzukreisen und zu eliminieren. Die Portugiesen setzen auch Kavallerieeinheiten ein, um die Flanken von Patrouillen zu decken oder dort, wo das Gelände den Einsatz von motorisierten Einheiten nicht zuließ. Auch kamen Einheiten zum Einsatz, die aus gefangenen oder desertierten Rebellen bestanden und über internes Wissen der FRELIMO verfügten.
Als jedoch die Monsunzeit einsetzte, kam die Operation ins Stocken. Die portugiesischen Soldaten waren schlecht ausgerüstet und es mangelte an Koordination zwischen den Bodentruppen und der Luftwaffe. Es mangelte vor allem an Luftunterstützung für die Bodentruppen. Als die Verluste auf portugiesischer Seite jenen der FRELIMO gleichkamen, griff Lissabon ein.
Am Ende der Offensive zählten die Portugiesen 651 getötete Rebellen (die Zahl von 440 Getöteten ist jedoch wahrscheinlicher) und 1.840 Gefangene, bei eigenen Verlusten von 132 Mann. Auch seien 61 Stützpunkte der FRELIMO und 165 Lager zerstört worden. Weiterhin seien alleine in den ersten zwei Monaten 40 Tonnen Munition sichergestellt worden. Das Unternehmen war jedoch ein Fehlschlag, da es nicht gelang, die FRELIMO kampfunfähig zu machen.

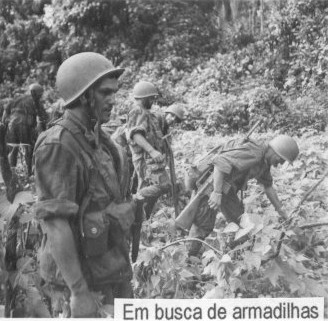
Portugiesische Soldaten auf Patrouille

Der Bau des Cabora-Bassa-Damms band etwa die Hälfte aller portugiesischen Truppen in Mosambik und erlaubte der FRELIMO, in die Provinz Tete im Süden vorzudringen und sich somit den Städten und den bevölkerungsreichen Regionen anzunähern.

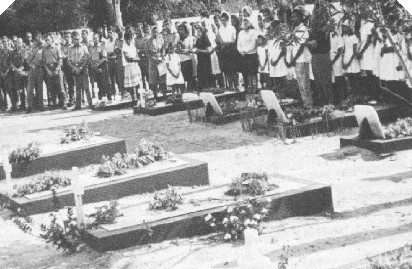
Begräbnis eines gefallenen portugiesischen Soldaten

Im März 1970 wurde General António Augusto durch General Kaúlza Oliveira de Arriaga ersetzt. Kaúlza de Arriaga bevorzugte eine direktere Methode die Aufständischen zu bekämpfen und setzte auch auf den vermehrten Kampfeinsatz von portugiesischen Truppen. Seine Taktik wurde auch durch ein Treffen mit dem amerikanischen Vietnamgeneral William Westmoreland beeinflusst.
1972 wechselten die Portugiesen ihre Taktik und gingen, gemäß dem britisch-amerikanischen Vorbild, zu „Search-and-destroy“-Operationen (dt.: suchen und zerstören) über.
Auch starteten die Portugiesen das Programm „Aldeamentos“. Dieses sollte die Stimmung in der Bevölkerung zu Gunsten der Portugiesen wenden. Es war jedoch mehr eine Zwangsumsiedlung der Bevölkerung aus bestimmten Gebieten. Viele Offiziere und Kaúlza de Arriagas Stellvertreter General Francisco da Costa Gomes verlangten einen vermehrten Einsatz von einheimischen Truppen, wie beispielsweise die Flechas-Einheiten. Costa Gomes ging davon aus, dass die Einheimischen-Einheiten günstiger seien und besser im Stande, einen guten Kontakt zur Bevölkerung herzustellen.
Am 9. November 1972 startete die FRELIMO eine Offensive in der Teteprovinz. Die Portugiesen reagierten mit Vergeltungsangriffen, um die Unterstützung der FRELIMO in der lokalen Bevölkerung endgültig zu brechen. Am 16. Dezember 1972 verübten die Portugiesen das Massaker von Wiriyamu, das eine Gruppe von Dörfern 25–30 Kilometer südöstlich der Stadt Tete entfernt betraf. Es liegen keinen genauen Opferzahlen vor und diese schwanken zwischen 60 und 500 getöteten Dorfbewohnern, die man der Zusammenarbeit mit der FRELIMO beschuldigte.
Ab 1973 begann die FRELIMO auch Dörfer und Städte zu verminen und hoffte dadurch das Vertrauen der Zivilbevölkerung in die Portugiesen, für Sicherheit zu sorgen, zu untergraben.
Auch gab die FRELIMO unter ihrem neuen Kommandanten Machel die Politik Mondlanes auf, die portugiesischen Siedler zu verschonen. Bei vielen Siedlern brach Panik aus und es kam zu Demonstrationen gegen die Regierung in Lissabon. Die Proteste, das Massaker von Wiriyamu und die wiedererstarkte FRELIMO zwischen 1973 und Frühjahr 1974 waren ein Grund für den Sturz der Regierung in Lissabon.
Gegen Ende des Konfliktes gelang es der FRELIMO, sich eine begrenzte Anzahl HN-5A-Flugabwehrraketen aus China zu beschaffen. Es gelang ihr jedoch nie, ein portugiesisches Flugzeug abzuschießen. Das einzige abgestürzte portugiesische Flugzeug war eine Fiat G.91 von Leutnant Emilio Lourenço, das nach der Explosion der eigenen Bewaffnung abstürzte.
Während des Krieges unterstützte Rhodesien die Portugiesen und führte sogar eigene militärische Operationen durch. 1973 war das Land zum größten Teil unter der Herrschaft der Portugiesen. Anfang 1974 begann die FRELIMO mit Mörserangriffen auf Vila Pery (heute Chimoio).
Bis auf die umkämpften Gebiete im Nordwesten und einigen Regionen des Zentrums hatten die Portugiesen in den übrigen Regionen die Lage zunächst weiterhin im Griff, alle Städte und die meisten Dörfer wurden von ihnen beherrscht.
Am 25. April 1974 kam es in Portugal zur Nelkenrevolution und kurz darauf begannen europäische Siedler Mosambik zu verlassen. Das neue Staatsoberhaupt General António de Spínola rief einen Waffenstillstand aus. Die von den Portugiesen durchgeführten Wahlen führten nur zu noch heftigeren Angriffen der FRELIMO und die portugiesische Armee gab ihre nördlichen Stellungen auf und zog sich in den Süden zurück. Auch verweigerten viele Soldaten nun den Dienst und blieben in den Kasernen. Gleichzeitig dehnte die FRELIMO ihren Kampf auch auf den Süden des Landes aus. Am 24. Juni 1974 unterbrachen FRELIMO-Rebellen die strategisch wichtige Bahnlinie von Beira nach Tete an 28 Stellen, am 17. Juli eroberten sie die strategisch wichtige Stadt Morrumbala in der Region Zambezia.
Am 8. September 1974 wurde ein Waffenstillstandsvertrag unterzeichnet und darin die formelle Unabhängigkeit des Landes von Portugal für den 25. Juni 1975 festgelegt.
Während des Krieges in Mosambik kamen ebenfalls Sondereinheiten der portugiesischen Armee zum Einsatz:
- Die Sondergruppen (Grupos Especiais), waren Einheiten, die aus freiwilligen schwarzen Soldaten bestanden und über eine Kommandoausbildung verfügten und auch in Angola zum Einsatz kamen.
- Spezialfallschirmgruppen (Grupos Especiais Pára-Quedistas): freiwillige afrikanische Soldaten, die ein Fallschirmtraining erhalten hatten.
- Sonderaufklärungsgruppen (Grupos Especiais de Pisteiros de Combate) waren speziell für die Aufklärung ausgebildet.
- Die Pfeile (Flechas) waren eine ähnliche Einheit wie diejenige in Angola.

## Rolle der Organisation für Afrikanische Einheit
Die Organisation für Afrikanische Einheit (OAU) unterstützte die internationale Anerkennung der Revolutionären Regierung Angolas (GRAE) im Exil, bestehend aus Mitgliedern der Frente Nacional da Libertação de Angola (FNLA). 1964 erkannte die OAU die PAIGC als legitimen Vertreter von Guinea-Bissau und Kap Verde an. 1965 erkannte die OAU, die FRELIMO als offiziellen Vertreter von Mosambik an. Ab 1967 unterstützte die OAU auch die MPLA, mit ihrem Anführer, Agostinho Neto. Im November 1972 wurden beide Organisationen von der OAU offiziell anerkannt.

## Innerportugiesischer Widerstand
Die Regierung stellte die Tatsache, dass die Kolonien integraler Bestandteil Portugals waren, als allgemeinen Konsens dar.
Die Kommunisten waren die erste Partei, die öffentlich der Regierungsmeinung widersprachen und das Selbstbestimmungsrecht der Kolonien hervorhoben. Während des 5. Kongresses des illegalen Partido Comunista Português (PCP) forderten sie die vollständige Unabhängigkeit der Kolonien von Portugal.
Auch andere Oppositionelle außerhalb der PCP hatten antikoloniale Standpunkte. Darunter waren einige Kandidaten der Präsidentschaftswahlen, wie beispielsweise Norton de Matos (1949), Quintão Meireles (1951) und Humberto Delgado (1958).
Nach dem Tod Salazars 1968 kam es nicht zu einer entscheidenden Veränderung der Kolonialpolitik Portugals. Bei vielen jungen Portugiesen führte der langandauernde Krieg zu einer politischen Radikalisierung. Die Universitäten spielten hierbei eine Schlüsselrolle. Es kam zur Gründung von mehreren Zeitungen und Zeitschriften, wie beispielsweise Cadernos Circunstância, Cadernos Necessários, Tempo e Modo und Polémica.
In diesem Klima entstand in den späten 1960er Jahren die Acção Revolucionária Armada (ARA) (Bewaffnete revolutionäre Aktion). Die Organisation war der bewaffnete Arm der portugiesischen kommunistischen Partei.
Im Oktober 1970 begann die ARA ihre Aktionen und führte diese bis August 1972 weiter. Am 8. März 1971 griff die ARA den Militärflugplatz Tanco an und zerstörte mehrere Helikopter. Im Oktober des gleichen Jahres griff sie das NATO-Hauptquartier in Oeiras an.
Daneben entstanden auch die Revolutionären Brigaden (Brigadas Revolucionárias, BR), eine linksextreme Organisation, die viele Sabotage- und Bombenangriffe auf militärische Ziele durchführte. Die BR begann ihre bewaffneten Aktionen am 7. November 1971 mit einem Sabotageangriff auf den NATO-Stützpunkt Pinhal de Armeiro. Die letzte Aktion fand am 9. April 1974 statt, als die BR einen Truppentransporter in Lissabon angriff, der Truppen bringen sollte. Die BR war selbst in den Kolonien aktiv. Am 22. Februar 1974 zündete sie eine Bombe im Armeehauptquartier von Bissau.

## Wirtschaftliche Folgen des Krieges

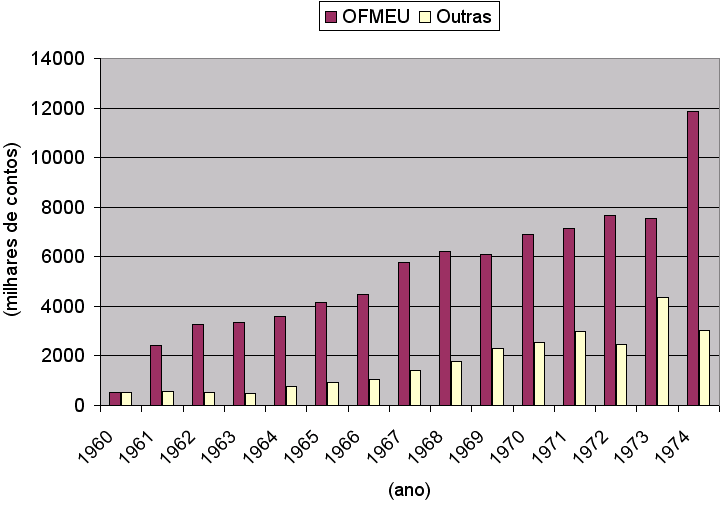
Entwicklung der Militärausgaben während des Krieges. Dunkelrot: Ausgaben in Übersee; hellgelb: sonstige Militärausgaben. Angaben in „contos“ (1 conto = 1000 Escudos)

Seit dem Beginn des Krieges 1961 nahmen die Ausgaben der Regierung für die Kriegsführung stark zu. Unter Marcelo Caetano stiegen diese Ausgaben sogar noch weiter an.
Inwieweit der Krieg in den Kolonien den Staatshaushalt Portugals belastete, ist umstritten. Auf der einen Seite stehen die im Vergleich zur Wirtschaftsleistung des Landes enormen Kriegskosten. Auf der anderen Seite waren die Bodenschätze der Kolonien eine große Einnahmequelle. Angola war beispielsweise zu jener Zeit einer der größten Erdölförderer in Afrika. Allein die Einnahmen aus dem Erdölverkauf deckten die gesamten Kosten des Krieges. Dazu kamen weitere Bodenschätze wie beispielsweise Diamanten. Die Bodenschätze der Kolonien spielten auch eine Schlüsselrolle in den Bürgerkriegen, die in den ehemaligen Kolonien nach deren Unabhängigkeit ausbrachen.
Das Wirtschaftswachstum Portugals betrug während der Kriegsjahre etwa sechs Prozent. Nach der Nelkenrevolution betrug das jährliche Wachstum 2,3 Prozent.
Die Nelkenrevolution hatte auf viele Bereiche der portugiesischen Wirtschaft, wie beispielsweise den Schiffsbau, die chemische Industrie, Finanzwirtschaft, Landwirtschaft usw. negative Folgen. Der plötzliche Verlust der Kolonien fügte dem Land einen größeren wirtschaftlichen Schaden zu als der Krieg selbst. Auch für die ehemaligen Kolonien verschlechterte sich die wirtschaftliche Situation nach deren Unabhängigkeit, da Portugal als Absatzmarkt an Bedeutung verlor.

## 1974
In den frühen 1970er-Jahren erreichte Portugal die Grenzen seiner militärischen Leistungsfähigkeit. Zu diesem Zeitpunkt war der Krieg jedoch bereits gewonnen und die militärische Bedrohung durch die Rebellen war sehr gering. Durch die verbesserte Wirtschafts- und Sicherheitslage in den Kolonien nahm die Einwanderung aus dem Mutterland nach Angola und Mosambik sogar wieder zu.
Im Mutterland war die Stimmung auf dem Tiefpunkt. Die Verluste an Menschen und die finanziellen Aufwendungen des Staates für den Krieg waren enorm. Viele Offiziere waren von Idealen angetrieben, kannten aber die militärische und wirtschaftliche Lage in den Kolonien nicht.
Am 25. April 1974 kam es in Portugal zur Nelkenrevolution. Die Provinzen Mosambik und Angola wurden am 25. Juni bzw. 11. November 1975 unabhängig.

## Folgen

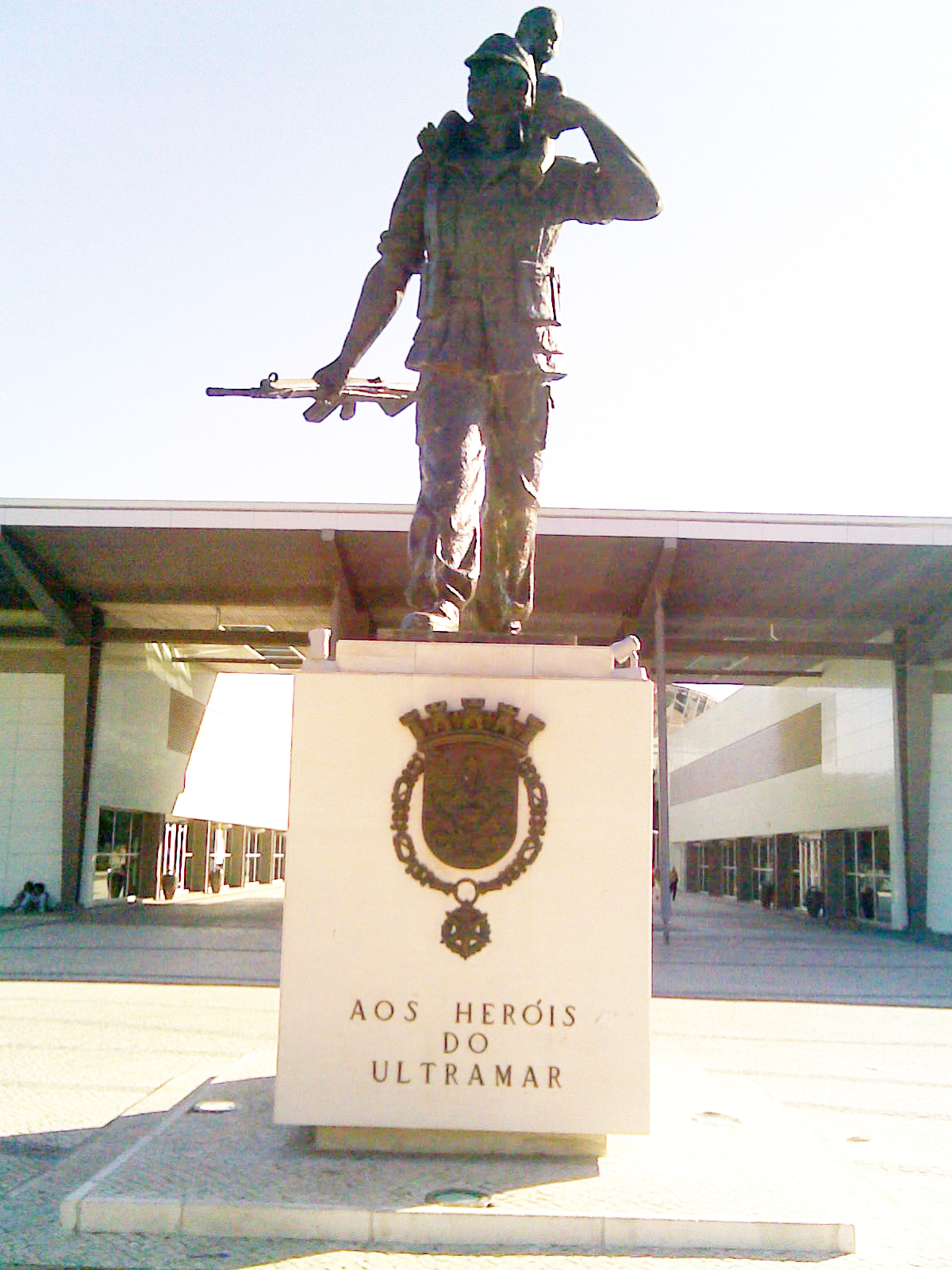
Denkmal in Coimbra für die im portugiesischen Kolonialkrieg Gefallenen

Als im April 1974 der Krieg endete und die Kolonien unabhängig wurden, flüchteten Tausende von portugiesischen Zivilisten, Militärs, Weiße und Schwarze aus den Kolonien. Der Flüchtlingsstrom wurde durch die ausbrechenden Bürgerkriege in Angola und Mosambik noch verstärkt.
Portugal musste hunderttausende Menschen, die sogenannten „Retornados“, aus den Kolonien aufnehmen, die erst im Verlaufe mehrerer Jahre integriert werden konnten. In beiden Ländern verblieb jedoch eine Minderheit von Portugiesen, die die angolanische bzw. mosambikanische Staatsbürgerschaft annahm. Seit den 1990er Jahren ist aufgrund des Wirtschaftsaufschwungs in Angola eine wachsende Zahl von Portugiesen auf Arbeitssuche in dieses Land ausgewandert; Schätzungen reichen von 130.000 bis 200.000.
Durch den Abzug der Portugiesen wurden die beiden letzten „weiß“ regierten Staaten in Afrika, Rhodesien und Südafrika, mit neuen und politisch zu ihnen kontrovers eingestellten Nachbarregierungen konfrontiert.
1994 wurde in Lissabon das Monumento aos Combatentes do Ultramar eingeweiht.

## Verluste auf portugiesischer Seite
- Verluste des portugiesischen Heeres in Angola, Guinea und Mosambik von 1961 bis 1974: 8290 Tote[5]
  - Davon kamen durch Kampfhandlungen ums Leben: 4027
  - Durch Unfälle mit Waffengebrauch umgekommen: 785
  - Durch Verkehrsunfälle umgekommen: 1480
  - Aus anderen Gründen umgekommen: 1998

- Verletzte und Verwundete der portugiesischen Streitkräfte (offenbar unter Einschluss der Marine und der Luftstreitkräfte): 15507[6]
  - Davon bei der Ausbildung verletzt: 2743
  - Psychische Erkrankungen (Doenças mentais): 1183

Nach Einschätzung der 1974 gegründeten Associação dos Deficientes das Forças Armadas (ADFA) lag die Zahl der Angehörigen der Streitkräfte, die aufgrund von im weitesten Sinne psychischen Erkrankungen aus dem Kampfgebiet evakuiert wurden, bei ca. 25.000. Die ADFA zweifelt daher die offizielle Statistik über Zahl der psychisch Erkrankten an.
- Die Verluste der portugiesischen Marineinfanterie (fuzileiros navais sowie fuzileiros especiais) betrugen insgesamt 155 Mann, davon in:[7]
  - Guinea: 86, davon 55 bei Kampfhandlungen
  - Angola: 44, davon 13 bei Kampfhandlungen
  - Mosambik: 23, davon 13 bei Kampfhandlungen
  - Kapverden: 2, davon 0 bei Kampfhandlungen

## Belletristik
- Lídia Jorge: Die Küste des Raunens, Frankfurt a. M. 1993
- Pepetela: Mayombe, Berlin 1983.
- Manuel Alegre: Jornada de África, 1989.
- António Lobo Antunes: Leben, auf Papier beschrieben. Briefe aus dem Krieg, München 2007.
- Antonio Lobo Antunes: Elefantengedächtnis. München 2004.
- Antonio Lobo Antunes: Der Judaskuß. München 2006.
- Antonio Lobo Antunes: Bis die Steine leichter sind als Wasser. München 2021. ISBN 978-3-641-25554-1. ISBN 978-3-630-87627-6. ISBN 3-630-87627-7. ISBN 978-3-641-25554-1
- João Vieira: Os Anos da Guerra, 1961–1975. Os Portugueses in África. Crónica, Ficção e História.
- (José) Luandino Vieira: A Vida Verdadeira de Domingos Xavier (Das wahre Leben des Domingos Xavier, Frankfurt a. M. 1981).
- José Luandino Vieira: Nós, os do Maculusu.
- Manuel dos Santos Lima: As Lágrimas e o Vento.
- Arlindo Barbeitos: Angola, Angolé, Angolema.
- Luís Bernardo Honwana: Nós Matámos o Cão-Tinhoso.
- José Manuel Mendes: Ombro, Arma!
- Mario de Carvalho: Era Uma Vez Um Alferes (1984).
- Mario de Carvalho: Os Alferes (1989).
- Carlos Coutinho: Uma Noite na Guerra (1978).
- Christóvão de Aguiar: Ciclone de Setembro.
- Reis Ventura: Sangue no Capim. Cenas da guerra em Angola. 7. Auflage. Braga 1972.
- António S. Viana: Primeira Coluna de Napainor.
- João de Melo: Autópsia de Um Mar de Ruínas.
- Fernando Dacosta: Um Jeep de Segunda Mão.
- Liberto Cruz: Jornal de Campanha.
- Álvaro Guerra: O Capitao Nemo e Eu. 1973.
- José Martins Garcia: Lugar de Massacre.
- Rui de Azevedo Teixeira: A Guerra Colonial e o Romance Português. Lissabon 1998.
- Isabel Moutinho: The colonial wars in contemporary Portuguese fiction. Woodbridge u. a. 2008.

## Filme
- Os Demonios de Alcacer-Quibir (Portugal 1977, Regie: José Fonseca e Costa).
- Das Leben ist wunderbar (Жизнь прекрасна, UdSSR/Italien 1979, Regie: Grigori Naumowitsch Tschuchrai).
- Bericht über die Ereignisse in Guinea (Acto dos Feitos da Guine, Portugal 1980, Regie: Fernando Matos Silva).
- A Culpa (Portugal 1980, Regie: António Victorino de Almeida).
- Sorte que tal Morte (Portugal 1981, Regie: João Matos Silva).
- Gestos & Fragmentos – Ensaio sobre os Militares e o Poder (Portugal 1982, Regie: Alberto Seixas Santos).
- Ein portugiesischer Abschied (Um Adeus Português, Portugal 1985, Regie: João Botelho).
- Era Uma Vez Um Alferes (Portugal 1987, Regie: Luís Filipe Rocha).
- Matar Saudades (Portugal 1987, Regie: Fernando Lopes)
- Am Ende einer Kindheit (A Idade Maior, Portugal 1991, Regie: Teresa Villaverde).
- Non oder Der vergängliche Ruhm der Herrschaft ("Non", ou A Vã Glória de Mandar, Portugal/Frankreich/Spanien 1990, Regie: Manoel de Oliveira).
- Ao Sul (Portugal 1993, Regie: Fernando Matos Silva).
- A Tempestade da Terra (Portugal 1998, Regie: Fernando d´Almeida e Silva).
- Inferno (Portugal 1999, Regie: Joaquim Leitão)
- Nelken für die Freiheit (Capitães de Abril, wörtlich: Hauptmänner des April., Portugal 2000, Regie: Maria de Medeiros, ausgestrahlt auf ARTE 21. April 2003, 20.45h-22.45h).
- Natal 71 (Dok., Portugal 2000, Regie: Margarida Cardoso)
- O Gotejar da Luz (Portugal/Mosambik 2002, Regie: Fernando Vendrell).
- Preto e Branco (Portugal 2003, Regie: José Carlos de Oliveira).
- Es war einmal in Afrika (A Costa dos Murmúrios, Portugal 2004, Regie: Margarida Cardoso)
- 20,13 (Portugal 2006, Regie: Joaquim Leitão)
- Assalto ao Santa Maria (Portugal 2010, Regie: Francisco Manso).
- A Guerra (TV-Dokumentarserie und DVD-Editionen, Portugal 2007–2010, Regie: Joaquim Furtado)
- Quem Vai à Guerra (Portugal 2011, Regie: Marta Pessoa).
- Guerra ou Paz (Dok., Portugal 2012, Regie: Rui Simões)
- Briefe aus dem Krieg (Cartas da Guerra, Portugal/Deutschland 2016, Regie: Ivo Ferreira)